# Cuphea patula
Cuphea patula är en fackelblomsväxtart som beskrevs av St.-hil.. Cuphea patula ingår i släktet blossblommor, och familjen fackelblomsväxter. Inga underarter finns listade i Catalogue of Life.